# Anita Ducza
Anita Ducza (* 1982 in Nyíregyháza) ist eine ungarische Boxerin. Sie gewann bei Welt- und Europameisterschaften insgesamt neun Medaillen im Mittelgewicht.

## Werdegang
Anita Ducza ist eine der Pionierinnen des Frauenboxens in Ungarn. Sie begann bereits vor dem Jahre 2000 mit dem Boxen und gehört dem Sportclub Nyíregyházi Vasutas Sport Club an. Im Jahre 2000 wurde sie in der Gewichtsklasse bis 71 kg Körpergewicht mit einem Sieg im Finale über Eva Labant ungarische Meisterin. Ihre internationale Karriere begann bei der Europameisterschaft im französischen St. Amant-les-Eaux. Sie startete dort in der Gewichtsklasse bis 69 kg Körpergewicht und unterlag im Halbfinale gegen Olga Slawinskaya aus Russland durch Abbruch i.d. 3. Runde, gewann aber mit der EM-Bronzemedaille ihre erste Medaille bei einer internationalen Meisterschaft. Im Laufe ihrer weiteren Karriere, bei der sie immer im Mittelgewicht startete, gewann sie bei Welt- und Europameisterschaften noch weitere acht Medaillen. Es war ihr aber bisher nicht vergönnt auch nur einmal den Titel einer Welt- oder Europameisterin zu erringen.
2003 gewann sie bei der Europameisterschaft in Pécs die EM-Silbermedaille im Mittelgewicht. Im Finale unterlag sie dabei der Russin Natalja Ragosina, die später als Berufsboxerin langjährige Weltmeisterin wurde. Auch bei der Europameisterschaft 2004 in Riccione gewann Anita Ducza die Silbermedaille, wobei sie im Finale gegen Anna Laurell aus Schweden, die im weiteren Verlauf ihrer Karriere eine ihrer Hauptkonkurrentinnen wurde, verlor. Bei der Europameisterschaft 2005 in Tønsberg/Norwegen siegte sie über Olga Nowikowa aus der Ukraine nach Punkten (24:19), unterlag aber im Halbfinale gegen Marija Jaworskaja aus Russland nach Punkten (17:24) und erhielt deshalb bei dieser Europameisterschaft eine Bronzemedaille. 2005 fanden in Podolsk auch Weltmeisterschaften statt. Dort siegte Anita Ducza im Viertelfinale über Emine Ozkan aus der Türkei nach Punkten (31:14), unterlag aber im Halbfinale gegen Olga Nowikowa nach Punkten (20:26), der damit eine Revanche für die Niederlage bei der Europameisterschaft 2005 gelang, während Anita Ducza damit eine weitere Bronzemedaille gewann.
2006 gelang Anita Ducza der Sieg bei der Meisterschaft der Europäischen Union in Porto Torres/Italien. Sie besiegte dabei Anna Srodawska aus Polen durch Abbruch i.d. 3. Runde und Hatice Olgundeniz aus der Türkei durch Abbruch i.d. 2. Runde. 2006 standen auch Europameisterschaften und Weltmeisterschaften an. Bei beiden Meisterschaften gewann Anita Ducza wieder eine Medaille. Bei der Europameisterschaft in Warschau kam sie nach einem Punktsieg über Luminate Turcin aus Rumänien und einer Punktniederlage im Halbfinale gegen Olga Nowikowa (11:26) auf den 3. Platz und bei der Weltmeisterschaft in New Delhi kämpfte sie sich mit einem Punktsieg über Marija Jaworskaja (27:15) in das Finale, in dem sie dann der Inderin Lekha Kozhummel Chettadi, die von einem fanatischen Publikum unterstützt wurde, nach Punkten unterlag.
Im Jahre 2007 schied Anita Ducza bei der Europameisterschaft in Vejle/Dänemark im Viertelfinale mit einer Punktniederlage gegen Marija Jaworskaja (5:10) aus und erreichte damit keine Medaille. Dafür kam sie bei der Meisterschaft der Europäischen Union in Lille in das Finale, in dem sie allerdings gegen Anna Laurell knapp nach Punkten verlor (6:7) und damit den 2. Platz belegte. Die nächste Medaille gewann sie dann bei der Weltmeisterschaft 2008 in Ningbo/Volksrepublik China. Hier siegte sie im Mittelgewicht gegen Nikolina Orlovic aus Kroatien nach Punkten (4:2) und unterlag im Halbfinale wieder gegen Anna Laurell nach Punkten (2:8). Der Ehrgeiz von Anita Ducza war aber immer noch nicht befriedigt. Im Jahre 2009 startete sie in das neunte Jahr ihrer internationalen Karriere. Auch in diesem Jahr ging sie nicht leer aus. Sie gewann zuerst bei der Meisterschaft der Europäischen Union in Pazardzhik/Bulgarien nach einer Punktniederlage im Halbfinale gegen Lidija Fidura aus Polen (2:5) eine Bronzemedaille und holte sich die gleichfarbige Medaille auch bei der Europameisterschaft in Nikolajew/Ukraine, wo sie nach einem Punktsieg über Lidija Fidura (4:1) im Halbfinale gegen die mehrfache Weltmeisterin Irina Sinezkaja aus Russland nach Punkten (1:8) verlor.
Im Jahre 2010 bekam Anita Ducza plötzlich in ihrem eigenen Land eine große Konkurrentin. Die mehrfache Welt- und Europameisterin im Schwergewicht Mária Kovács hatte nach einer langwierigen Krankheit soviel an Gewicht verloren, dass sie die restlichen Kilos, die sie noch vom Mittelgewicht trennten, abtrainierte und nunmehr in dieser Gewichtsklasse antritt. Ein weiterer Grund für den Start von Mária Kovács im Mittelgewicht ist natürlich die Tatsache, dass im Jahre 2012 bei den Olympischen Spielen in London im Fliegen-, Leicht- und Mittelgewicht erstmals Boxwettkämpfe stattfinden werden. Bei der ungarischen Meisterschaft 2010 traf Anita Ducza im Mittelgewicht im Finale auf Maria Kovacs und verlor diesen Kampf mit 0:5 Punktrichterstimmen. Ein Angebot des ungarischen Boxverbandes bei den internationalen Meisterschaften des Jahres 2010 im Halbschwergewicht anzutreten, nahm sie nicht an. Wenn Anita Ducza bei den Olympischen Spielen 2012 an den Start gehen will, so muss sie im eigenen Land also zunächst Mária Kovács ausschalten, was sehr schwer werden dürfte.

## Internationale Erfolge
| Jahr | Platz | Wettbewerb                                 | Gewichtsklasse | Ergebnis |
| 2001 | 2.    | Witch-Cup in Pécs                          | Mittel         | nach Punktniederlage gegen Anna Laurell, Schweden                                                                                           |
| 2001 | 3.    | EM in St. Amant-les-Eaux/Frankreich        | bis 69 kg KG   | nach einer Abbruch-Niederlage i.d. 3. Runde gegen Olga Slawinskaja, Russland                                                                |
| 2002 | 2.    | Witch-Cup in Pécs                          | Mittel         | nach Punktniederlage im Finale gegen Anna Laurell (2:3 Punktsichterstimmen)                                                                 |
| 2003 | 2.    | EM in Pécs                                 | Mittel         | hinter Natalja Ragosina, Russland, vor Dara Strugaru, Rumänien u. Anna Laurell                                                              |
| 2004 | 1.    | Ahmet-Comert-Turnier in Istanbul           | Mittel         | nach Punktsieg im Finale über Anna Laurell (18:5)                                                                                           |
| 2004 | 2.    | Torneo Italia in Cascia                    | Mittel         | nach Punktniederlage im Finale gegen Shannah Hook, Kanada (16:40)                                                                           |
| 2004 | 2.    | Witch-Cup in Pécs                          | Mittel         | nach Punktniederlage im Finale gegen Anna Laurell (10:14)                                                                                   |
| 2004 | 2.    | EM in Riccione/Italien                     | Mittel         | hinter Anna Laurell, vor Emine Özkan, Türkei u. Mihaele Marcut, Rumänien                                                                    |
| 2005 | 3.    | EM in Tønsberg/Norwegen                    | Mittel         | nach Punktsieg über Olga Nowikowa, Ukraine (24:19) u. Punktniederlage gegen Marija Jaworskaja, Russland (17:24)                             |
| 2005 | 1.    | Witch-Cup in Pécs                          | Mittel         | nach Punktsieg im Finale über Anna Laurell (+14:14)                                                                                         |
| 2005 | 3.    | WM in Podolsk/Russland                     | Mittel         | nach Punktsieg über Emine Özkan (31:14) u. Punktniederlage gegen Olga Nowikowa (20:26)                                                      |
| 2006 | 2.    | Ahmet-Comert-Turnier in Istanbul           | Mittel         | nach Abbruchsieg i. der 2. Runde über Hatice Olgundeniz, Türkei u. Abbruch-Niederlage i.d. 2. Runde gegen Marija Jaworskaja                 |
| 2006 | 1.    | EU-Meisterschaft in Porto Torres/Sardinien | Mittel         | nach Abbruchsiegen i.d. 3. R. über Anna Srodowska, Polen u. i.d. 2. Runde über Hatice Olgundeniz                                            |
| 2006 | 1.    | Witch-Cup in Pécs                          | Mittel         | nach Abbruchsiegen jeweils i.d. 1. Runde über Janet Kantor u. Katalin Koles, bde. Ungarn                                                    |
| 2006 | 3.    | EM in Warschau                             | Mittel         | nach Punktsieg über Luminata Turcin, Rumänien u. Punktniederlage gegen Olga Nowikowa (11:26)                                                |
| 2006 | 2.    | WM in New Delhi                            | Mittel         | nach Punktsieg über Maria Jaworskaja (27:15) u. Punktniederlage gegen Lekha Kozhummel Chettadi, Indien                                      |
| 2007 | 1.    | Ahmet-Comert-Turnier in Istanbul           | Mittel         | nach Abbruchsiegen i.d. 3. Runde über Esra Ayyildiz, Türkei u. i.d. 2. Runde über Renu, Indien u. einem Punktsieg über Olga Nowikowa (29:9) |
| 2007 | 1.    | Witch-Cup in Pécs                          | Mittel         | nach Punktsiegen über Amber Konikow, Kanada (22:3) u. Marija Jaworskaja (19:9)                                                              |
| 2007 | 5.    | EM in Vejle/Dänemark                       | Mittel         | nach Punktniederlage im Viertelfinale gegen Marija Jaworskaja (5:10)                                                                        |
| 2007 | 2.    | EU-Meisterschaft in Lille                  | Mittel         | nach Abbruchsieg i.d. 1. Runde über Gabriela Mitran, Rumänien u. Punktniederlage gegen Anna Laurell (6:7)                                   |
| 2008 | 5.    | Ahmet-Comert-Turnier in Istanbul           | Mittel         | nach Punktniederlage gegen Marija Jaworskaja im Viertelfinale (5:20)                                                                        |
| 2008 | 2.    | Witch-Cup in Pécs                          | Mittel         | nach Punktsieg über Anna Laurell (12:7) und Punktniederlage gegen Maria Jaworskaja (3:10)                                                   |
| 2008 | 3.    | WM in Ningbo/Volksrepublik China           | Mittel         | nach Punktsieg über Nikolina Orlovic, Kroatien (4:2) u. Punktniederlage im Halbfinale gegen Anna Laurell (2:8)                              |
| 2009 | 3.    | EU-Meisterschaft in Pazardzhik/Bulgarien   | Mittel         | nach Punktsieg über Elif Guneri, Türkei (3:1) u. Punktniederlage gegen Lidija Fidura, Polen (2:5)                                           |
| 2009 | 3.    | EM in Nikolajew/Ukraine                    | Mittel         | nach Punktsieg über Lidija Fidura (4:1) u. Punktniederlage gegen Irina Sinezkaja, Russland (1:8)                                            |

## Ungarische Meisterschaften
| Jahr | Platz | Gewichtsklasse | Ergebnis                                                                    |
| 2000 | 1.    | bis 71 kg KG   | nach Sieg über Eva Labant                                                   |
| 2001 | 1.    | Mittel         |                                                                             |
| 2002 | 1.    | Mittel         |                                                                             |
| 2003 | 1.    | Mittel         |                                                                             |
| 2004 | 1.    | Mittel         |                                                                             |
| 2005 | 1.    | Mittel         |                                                                             |
| 2006 | 1.    | Mittel         |                                                                             |
| 2007 | 1.    | Mittel         | nach Sieg im Finale über Maria Szabo                                        |
| 2008 | 1.    | Mittel         | nach Abbruchsieg i.d. 1. Runde im Finale über Edina Maszle                  |
| 2009 | 1.    | Mittel         |                                                                             |
| 2010 | 2.    | Mittel         | nach Punktniederlage im Finale gegen Maria Kovacs (0:5 Punktrichterstimmen) |

## Erläuterungen
- WM = Weltmeisterschaft, EM = Europameisterschaft
- EU = Europäische Union
- KG = Körpergewicht
- Mittelgewicht, bis 75 kg, Halbschwergewicht, bis 2008 bis 80 kg, seit 2009 bis 81 kg, Schwergewicht, bis 2008 bis 86 kg, seit 2009 über 81 kg Körpergewicht